# Hypomyces albidus
Hypomyces albidus är en svampart som tillhör divisionen sporsäcksvampar, och som beskrevs av Rehm. Hypomyces albidus ingår i släktet Hypomyces, och familjen Hypocreaceae. Arten är reproducerande i Sverige.